# Strictispira
Strictispira is een geslacht van weekdieren uit de klasse van de Gastropoda (slakken).

## Soorten
- Strictispira acurugata (Dall, 1890) †
- Strictispira coltrorum Tippett, 2006
- Strictispira drangai (Schwengel, 1951)
- Strictispira ericana (Hertlein & Strong, 1951)
- Strictispira paxillus (Reeve, 1845)
- Strictispira redferni Tippett, 2006
- Strictispira stillmani Shasky, 1971